# Nižná Sitnica
Nižná Sitnica je obec na Slovensku v okrese Humenné v Prešovském kraji ležící na úpatí Ondavské vrchoviny. Žije zde 299 obyvatel.
První písemná zmínka pochází z roku 1408. Nachází se zde římskokatolický kostel Sedmibolestné Panny Marie.